# Kanóc, az emberszelídítő
A Kanóc, az emberszelídítő Padisák Mihály 1984-ben a Móra Ferenc Könyvkiadó Delfin könyvek sorozatában megjelent ifjúsági regénye. A kötet az Éljen a száműzetés! cselekményének a folytatása. Kanóc a nyári szünet végeztével hetedik osztályos tanulóként újra iskolába megy, ahol új kalandok várják. A történet folytatása, a trilógia befejező része: a Kanóc, az életművész (1987).

## Történet
|  | Alább a cselekmény részletei következnek! |

A vakáció végeztével a Pepita iskola diákjai a tanévnyitó ünnepségen újra találkoztak egymással. A 7. a osztály tagjai közül többen is elmesélték egymásnak a nyári szünetben átélt eseményeket. Ketten különösen kitűntek: a Londonban járt Kapeller Dini és az Adriai-tenger egyik szigetén nyaraló Kanóc. A két vetélytárs szócsatája röhögéssel ért véget.
Kanóc az első biológiaórára behozta a megígért tengeri gyűjteményt, amit az iskola szertárának gyűjtött. A nagy sikere - mint minden csoda - három napig tartott, de egy lány figyelmét (nem a gyűjtemény miatt) hosszabb távra is felkeltette maga iránt az osztályból. Amikor a lakótelepre érkezett a Hungária Nagycirkusz, akkor Kanóc a társaival megnézte az előadást. A cirkuszi műsorszámok, egy ökölcsapás, és főként egy síró kislány hatására eldöntötte, hogy ő nem oroszlánokat fog szelídíteni, hanem embereket.
Az elgondolást tettek követték, kockázatot és veszélyt vállalva a fiú cselekedni kezdett: elsőnek egy veszekedős felnőttet, Ordítós Győzőt próbált jobb belátásra bírni. Később a nála erősebb erőszakos kamaszt, Bokszost, a tér rémét, azután Morcos tanár úr szigorát vette célba.
Mirella, a nyári szünetben megismert horvát lány alakja az idő előrehaladtával egyre jobban  elhomályosult Kanóc előtt. A fiú Szűcs Mónival, az egyik osztálytársával került egyre bizalmasabb kapcsolatba. Amikor a diáklány nagy bajba jutott, akkor csak Kanóccal osztotta meg a titkát, az „emberszelídítő” fiú ekkor szembesült a legnehezebb feladattal.
|  | Itt a vége a cselekmény részletezésének! |

## Szereplők

### Főszereplő
- Kanóc, hetedikes diák

### Osztálytársak
- Szűcs Móni
- Tohonya
- Boglyas, az iskolarádió szerkesztője
- Kapeller Dini, az Oxfordi
- Pircsi, a Szexbomba
- Menyus Márti, a hírharang
- Varga Marika
- Bárány Jóska
- Mangold Márton
- Homolya
- Dugó

### Pedagógusok
- „Pamacs”, rajztanár, a 7. a osztályfőnöke[1]
- „Morcos” tanár úr, matematika- és fizikatanár
- Bokros Csaba, „Ázalag”, az élővilág tanára

### Egyéb szereplők
- Ordítós Győző úr, vállalkozó
- Szücs Béla, Móni apja, üzletvezető
- Helga, Móni mostohája
- Bokszos, a tér réme
- Csöpi